# Hiroshiinoueana gangweonensis
Hiroshiinoueana gangweonensis är en fjärilsart som beskrevs av Jang-Cheon Cho och Bong-Kyu Byun 1993. Hiroshiinoueana gangweonensis ingår i släktet Hiroshiinoueana och familjen vecklare. Inga underarter finns listade i Catalogue of Life.